# Turkish Airlines Open Antalya 2018
Il Turkish Airlines Open Antalya 2018 è stato un torneo professionistico di tennis giocato sui campi in erba. È stata la seconda edizione dell'evento facente parte dell'ATP Tour 250 nell'ambito dell'ATP World Tour 2018. Il torneo si è svolto al Kaya Palazzo Resort di Adalia, in Turchia, dal 24 al 30 giugno 2018.

## Partecipanti

### Teste di serie
| Nazionalità          | Giocatore         | Ranking* | Testa di serie |
| -------------------- | ----------------- | -------- | -------------- |
| Francia              | Adrian Mannarino  | 26       | 1              |
| Bosnia ed Erzegovina | Damir Džumhur     | 29       | 2              |
| Spagna               | Fernando Verdasco | 33       | 3              |
| Francia              | Gaël Monfils      | 42       | 4              |
| Paesi Bassi          | Robin Haase       | 43       | 5              |
| Portogallo           | João Sousa        | 47       | 6              |
| Giappone             | Yūichi Sugita     | 52       | 7              |
| Serbia               | Dušan Lajović     | 56       | 8              |

* Ranking all'11 giugno 2018.

### Altri partecipanti
I seguenti giocatori hanno ricevuto una wildcard per il tabellone principale:
- Cem İlkel
- Gaël Monfils
- Fernando Verdasco

I seguenti giocatori sono passati dalle qualificazioni:

- Tarō Daniel
- Filip Horanský
- Blaž Kavčič
- Michail Južnyj

### Ritiri
Prima del torneo
- Pablo Cuevas → sostituito da  Jordan Thompson
- Lu Yen-hsun → sostituito da  Mirza Bašić
- Maximilian Marterer → sostituito da  Marcos Baghdatis
- Vasek Pospisil → sostituito da  Ričardas Berankis

## Campioni

### Singolare
Damir Džumhur ha sconfitto in finale  Adrian Mannarino con il punteggio di 6–1, 1–6, 6–1.
- È il terzo titolo in carriera per Džumhur, il primo della stagione.

### Doppio
Marcelo Demoliner /  Santiago González hanno sconfitto in finale  Sander Arends /  Matwé Middelkoop con il punteggio di 7–5, 6(6)–7, [10–8]